# Indischer Korallenbaum
Der Indische Korallenbaum (Erythrina variegata) ist eine Pflanzenart aus der Gattung der Korallenbäume (Erythrina) in der Unterfamilie der Schmetterlingsblütler (Faboideae). Er ist aufgrund seiner schönen Blüten ein beliebtes Ziergehölz und wird wegen seiner Widerstandsfähigkeit gegen Stürme in Windschutzhecken verwendet. Seine Heimat sind die Tropen und Subtropen der Alten Welt, er wurde aber schon früh als Ziergehölz in die Neue Welt eingeführt, wo er verwilderte. In manchen Gegenden der amerikanischen Küste war die Art schon Anfang des 19. Jahrhunderts so häufig, dass sie von Botanikern (so von de Candolle) als heimisch angesehen wurde.

## Beschreibung

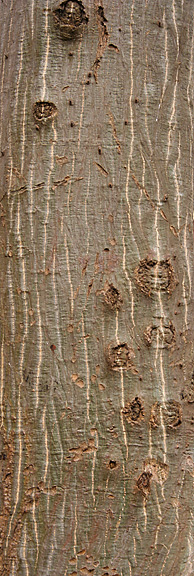
Typisch längsgestreifte Borke

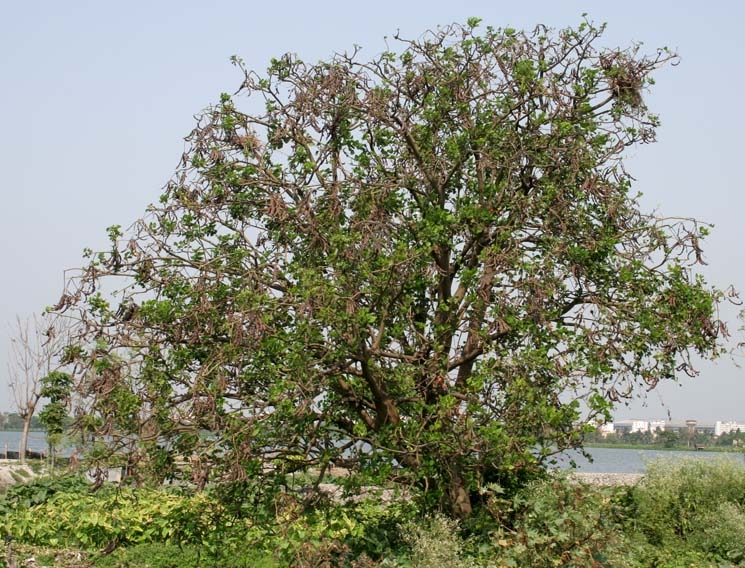
Wuchsbild

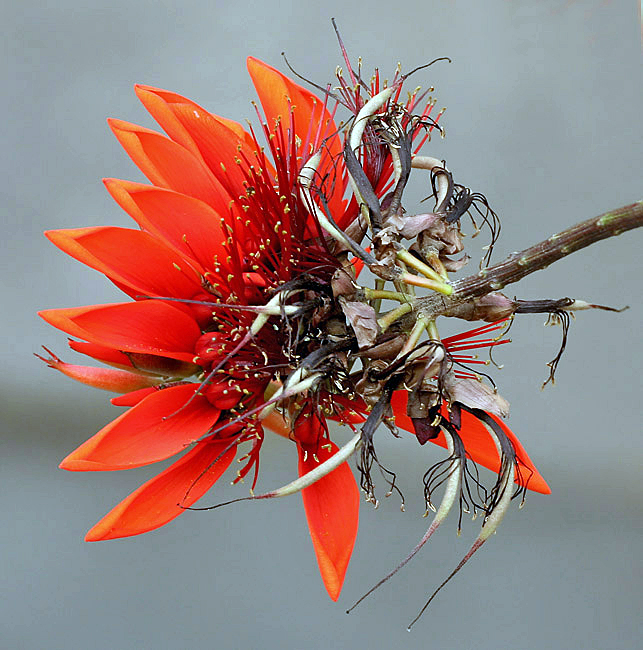
Blütenstand

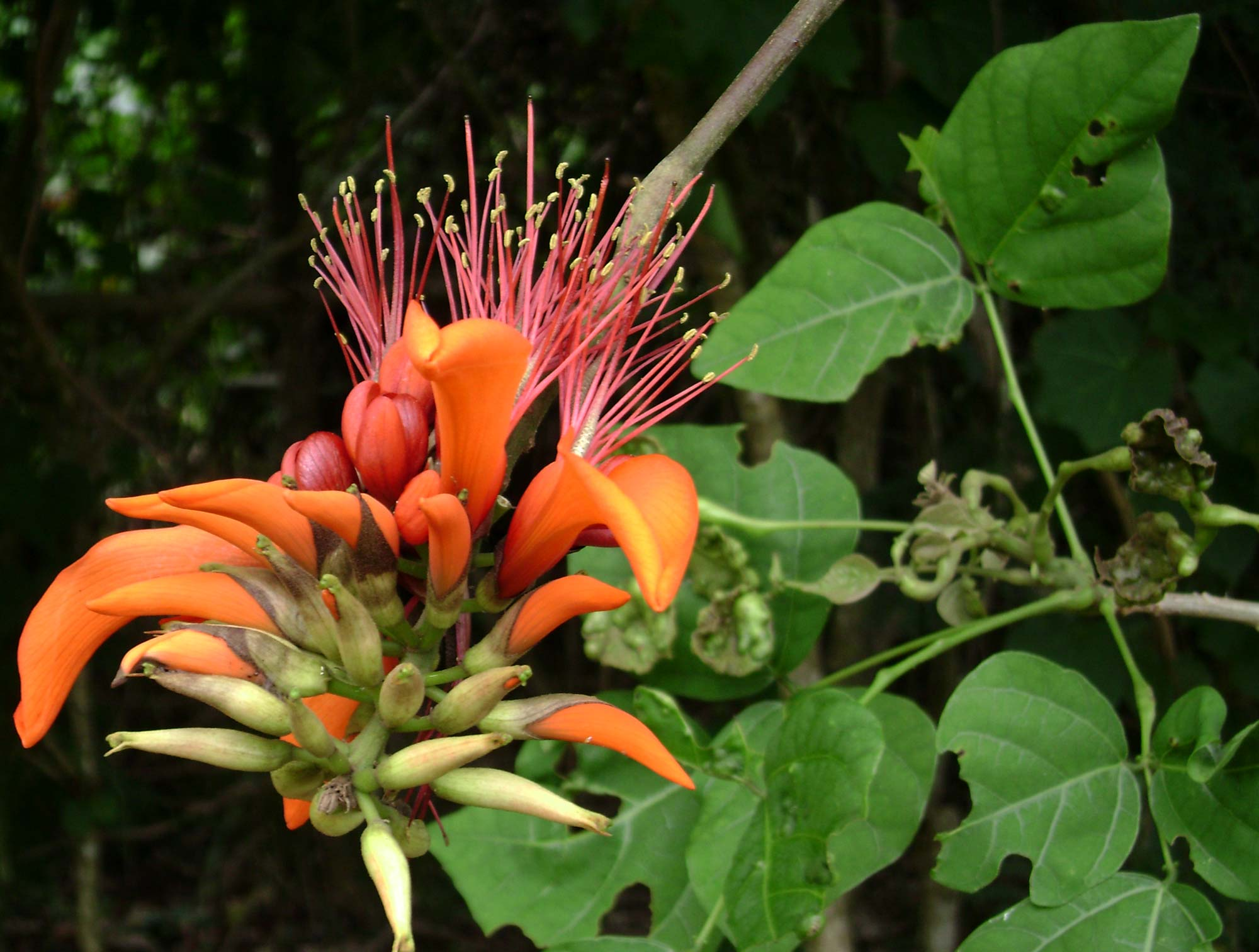
Blüten und Laubblätter

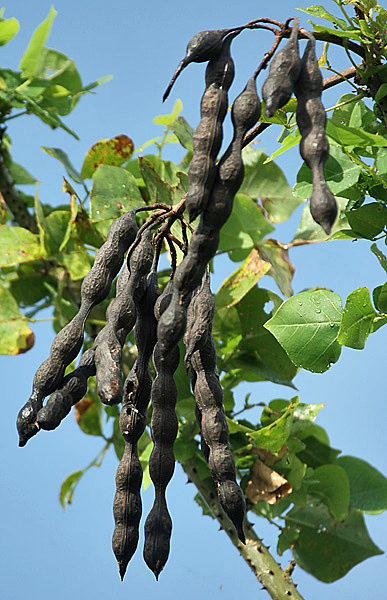
Früchte und Zweig mit Stacheln

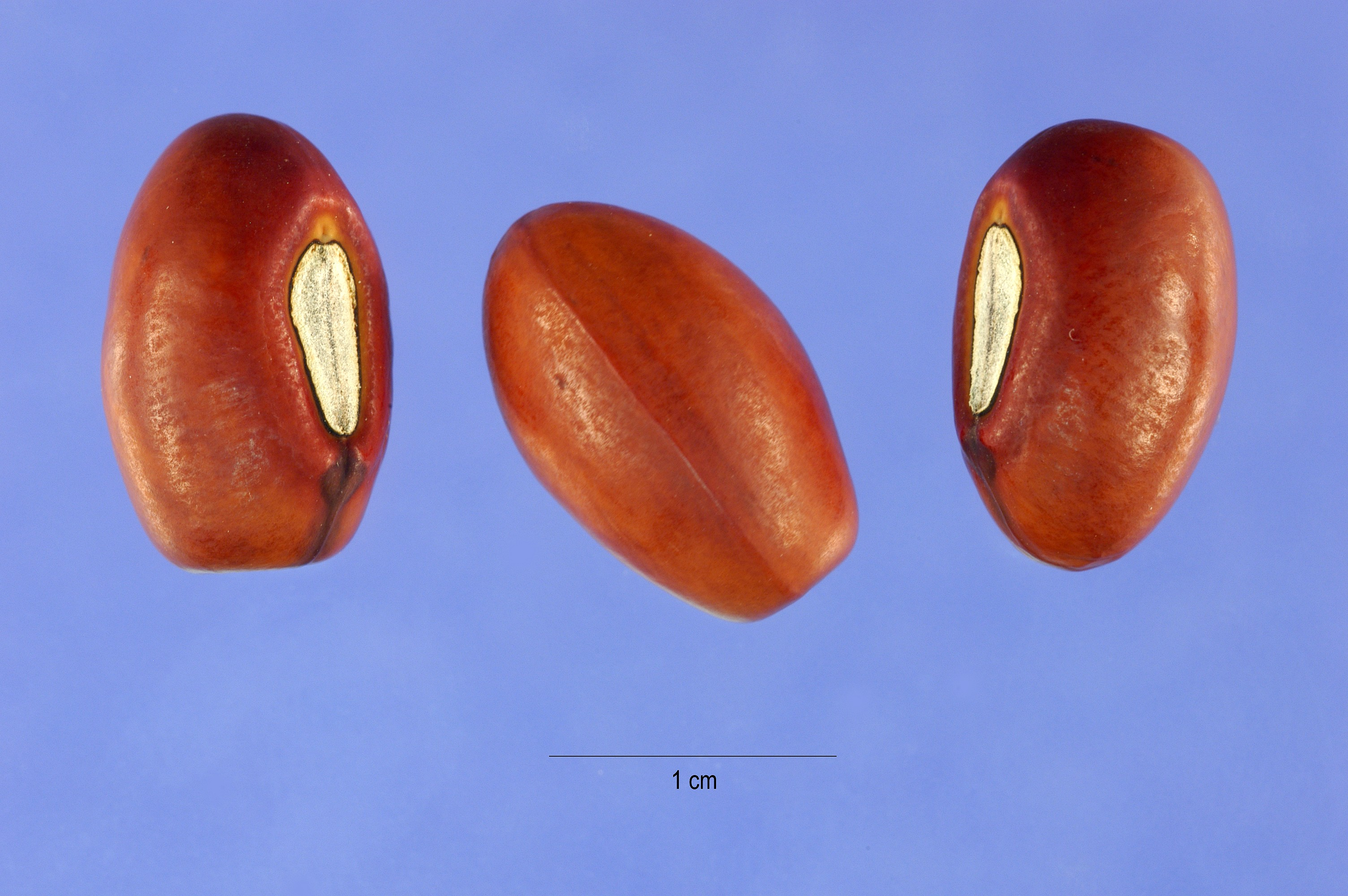
Samen

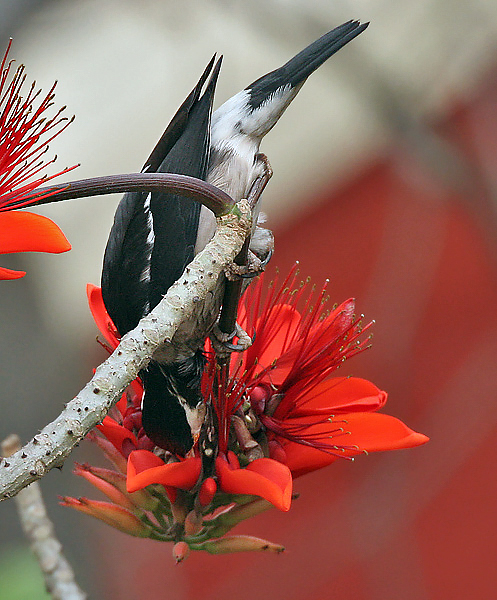
Ein Elsterstar (Sturnus contra) frisst an einer Blüte

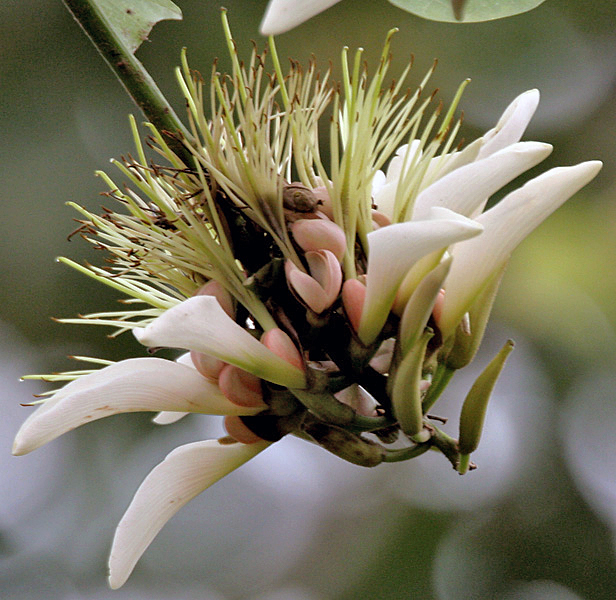
Blütenstand der Varietät Erythrina variegata var. alba

### Vegetative Merkmale
Der Indische Korallenbaum ist ein mittelgroßer Baum mit geradem Stamm und breiter Krone. Er erreicht Wuchshöhen von 7 bis 18, maximal 20 Meter, und Stammdurchmesser von 50 bis 60 Zentimeter Brusthöhendurchmesser. Kennzeichnend sind kleine, dunkle Stacheln an jungen Stämmen und Ästen, die meist nach 5 bis 8 Jahren abfallen. Ein weiteres Kennzeichen ist die dünne, mit grünlichen, gelblichen oder weißlichen Längsstreifen versehene, glatte Borke. Er bildet senkrechte Wurzeln, häufig sind auch große, waagerecht an der Oberfläche verlaufende Wurzeln.
Die Rinde der jungen Zweige sind grau, knorrig und mit Sternhaaren bedeckt. Der sommergrüne Baum verliert zu Beginn des Winters die Blätter und treibt im März und April neu aus. Junge Bäume können über das ganze Jahr belaubt sein und auch bei feucht-warmem Klima können die Blätter deutlich länger am Baum verbleiben. Die wechselständig angeordneten Laubblätter sind dreizählig gefiedert, 20 bis 30 Zentimeter lang und haben dünne, 10 bis 15 Zentimeter lange Stiele. Die Fiederblättchen sind kurzstielig, ganzrandig, breit dreieckig, mit waagrechter Basis und kurz zugespitztem Apex. Die Blattbasis ist mit einer punktförmigen Drüse versehen. Daneben werden zwei bei einer Länge von etwa 1 Zentimeter lanzettlicheNebenblätter gebildet, die früh abgeworfen werden.

### Blütenstand und Blüte
Die Blütezeit liegt zu Beginn des Winters, nachdem die Laubblätter abgeworfen wurden. Es ist ein 7,5 bis 10 Zentimeter langer Blütenstandsschaft vorhanden. In 15 Zentimeter langen, hängenden, traubigen Blütenständen sind zahlreiche kurz gestielte Blüten vorhanden.
Die duftlosen, zwittrigen Blüten sind zygomorph und fünfzählig mit doppelter Blütenhülle. Die fünf Kelchblätter sind rot, fein behaart und 2,5 bis 3 Zentimeter lang. Die orange- bis korallen-roten, tief-roten bis scharlach-roten Kronblätter sind in der Form der Schmetterlingsblüten angeordnet. Die Blütenkrone ist 5 bis 6,3 Zentimeter lang und 2,5 bis 3,8 Zentimeter breit. Die Fahne ist sehr groß und gekrümmt. Die anderen vier Kronblätter sind etwa 2 Zentimeter lang und bilden die Flügel und Schiffchen. Die zehn leuchtend roten Staubblätter sind etwa 6 Zentimeter lang, neun davon sind in der unteren Hälfte zusammengewachsen. Der Stempel besteht aus einem schmalen, gestielten und behaarten einzelnen Fruchtblatt und einem gebogenen, roten Griffel.

### Frucht und Samen
Die 15 bis 30 Zentimeter langen und etwa 2,5 Zentimeter breiten Hülsenfrüchte sind zwischen den Samen verengt. Die Früchte reifen im Mai und Juni (nach einer anderen Quelle von März bis April auf der nördlichen und von Oktober bis November auf der südlichen Hemisphäre) und sind dann dunkel-braun bis schwarz. Sie können mehrere Monate am Baum verbleiben und enthalten sechs bis zehn Samen. Die rötlich-braunen Samen sind bie einer Länge von 15 bis 20 Millimeter und einem Durchmesser von 6 bis 10 Millimeter elliptisch bis bohnenförmig. Meist fallen die Früchte zu Boden und die Samen keimen in der Nähe der Mutterpflanze. Fortgeschwemmte Samen können monatelang auch im Meerwasser überstehen, ohne die Keimfähigkeit zu verlieren, was zur weiten Verbreitung beigetragen hat. Schösslinge erreichen im ersten Jahr eine Wuchshöhe von bis zu 3 Meter.

### Chromosomenzahl
Die Chromosomenzahl beträgt 2n = 42 oder 44.

## Verbreitung und Standortansprüche
Die Heimat des Indischen Korallenbaums sind die Tropen und Subtropen der Alten Welt. Sein natürliches Verbreitungsgebiet erstreckt sich von Indien, Burma, Indonesien, über die Philippinen bis nach China und westlich bis nach Madagaskar. Wegen ihres hohen Zierwerts wurde diese Baumart in viele tropische und subtropische Länder auch der Neuen Welt eingeführt, in denen sie häufig verwilderte. Das gilt für Südflorida, Los Angeles und Hawaii in den USA, Nord-Australien und Polynesien und das Landesinnere von Indien.
Seine natürlichen Vorkommen sind auf küstennahe Lagen beschränkt, wo sie bis in Höhenlagen von 250 Meter natürlich vorkommen und bis in Höhenlagen von 1500 Meter gepflanzt werden können. Die Art bevorzugt feuchte bis halbtrockene Klimabedingungen und helle Standorte. Beschattung reduziert das Trieb- und Wurzelwachstum, die Blattfläche und die Wachstumsrate. Im natürlichen Verbreitungsgebiet herrscht ein vom Monsun geprägtes Klima, mit Regenfällen im Sommer und trockenen Wintern. Der jährliche Niederschlag variiert zwischen 800 und 1500 Millimeter. Die Temperatur liegt im Jahresmittel zwischen 28 und 32 °C, die mittlere Temperatur des kältesten Monats zwischen 16 und 24 °C, des heißesten Monats zwischen 28 und 35 °C. Die Art verträgt kurzzeitig Temperaturen bis zum Gefrierpunkt. Junge Bäume können durch Frost geschädigt werden, treiben aber meist wieder aus. Frost ist jedoch ein limitierender Faktor für ihre Verbreitung. Der Indische Korallenbaum ist widerstandsfähig gegen Feuer, gegen Wind und Sturm und verträgt bis zu zwei Wochen andauernde Überflutungen. Er wächst am besten auf tiefgründigen, gut drainierten sandigen Lehmen und ist anpassungsfähig hinsichtlich der Bodeneigenschaften. Er toleriert Sande bis Tone mit pH-Werten von 4,5 bis 8 und auch leicht salzhaltige Böden.

## Ökologie
In den küstennahen Wäldern Indiens gehört der Indische Korallenbaum zur mittleren Kronenschicht und gedeiht dort zusammen mit dem Lindenblättrigen Eibisch (Hibiscus tiliaceus), dem Portiabaum (Thespesia populnea), Manilkara littoralis und Acanthus ilicifolius. Auch in den feuchten Laubmischwäldern Südindiens gehört die Art zur mittleren Kronenschicht und lebt dort zusammen mit dem Indischen Rosenholz (Dalbergia latifolia), dem Padoukbaum (Pterocarpus marsupium) und Adina cordifolia (Syn.: Haldina cordifolia).
Die Bestäubung erfolgt durch Bienen und Wespen, aber auch durch verschiedene Vogelarten wie Krähen, Sittiche oder Stare, die vom reichlichen Nektarangebot angelockt werden. Untersuchungen an der Varietät Erythrina variegata var. orientalis in Indien zeigen, dass Vögel die wichtigsten Bestäuber sind, so die Singvogelarten Trauerdrongo (Dicrurus adsimilis), Hirtenmaina (Acridotheres tristis), Dschungelmaina (Acridotheres fuscus), der Star Sturnus pagodarum, die Glanzkrähe (Corvus splendens), die Krähenart Corvus macrochynchos und der Langschwanzdrossling (Turdoides caudatus). Die Bäume werden auch von anderen Vogelarten wie Halsbandsittich (Psittacula krameri) und Orangespecht (Dinopium benghalense) aufgesucht, die aber bei der Nektaraufnahme oft Blüten beschädigen oder abreißen. Auch das Dschungel-Palmenhörnchen (Funambulus tristriatus) frisst die Blüten und trägt so -in einer geringeren Zahl- zur Befruchtung bei.
Der Indische Korallenbaum bindet durch Symbiose mit Knöllchenbakterien der Gattung Rhizobium Stickstoff und wirkt dadurch bodenverbessernd.
Zu den Schadinsekten gehören die in Kerala auftretende Käferart Acanthophorus serraticornis, deren Larven Wurzeln und Stämme anbohren. Weitere Wurzelschädlinge bilden Käfer der Gattung Rhaphipodus. Durch den Porling Polyporus anebus wird Weißfäule hervorgerufen. Ein weiterer Schädling ist die 2004 erstmals beschriebene Gallwespe Quadrichus erythrinae. Sie wurde zuerst in Singapur, Mauritius und Réunion gefunden, es folgten Beobachtungen in China, Indien, Thailand und auf den Philippinen. Im August 2005 wurde die Art auch auf Molokaʻi, eine der acht Hauptinseln von Hawaii, gesichtet, etwas später auch auf Kahoʻolawe. Neben dem Indischen Korallenbaum werden auch Erythrina crista-galli und Erythrina sandwicensis befallen. Dabei legt Quadrichus erythrinae ihre Eier auf junge, endständige Blätter und Triebe ab, was zur Bildung von Gallen führt, in denen sich die Wespen entwickeln. Starker Befall kann zum Abwurf des Laubs und zum Tod von Bäumen führen.

## Systematik und Etymologie
Die Erstveröffentlichung von Erythrina variegata erfolgte 1754 durch Carl von Linné in Herbarium Amboinenese, Seite 10. Synonyme von Erythrina variegata L. sind: Erythrina corallodendrum var. orientalis L., Erythrina divaricata (Alph.) DC., Erythrina indica Lam., Erythrina orientalis (L.) Merrill, Tedradapa javanorum Osbeck.
Der Gattungsname Erythrina leitet sich vom altgriechischen Wort „erythrinos“ ab, was „korallenrot“ bedeutet (oder auch Rotbarsch) und sich auf die Blütenfarbe bezieht. Das Artepitheton variegata kommt aus dem lateinischen und bedeutet „bunt“, „marmoriert“ oder auch „schillernd“.
Die Art Erythrina variegata bildet alleine die monophyletische Sektion Erythraster der Untergattung Erythraster Barneby & Krukoff. Schwesterarten sind Erythrina burtii, Erythrina velutina und Erythrina tahitensis.
Es existieren mehrere Varietäten und Cultivare, unter anderen:
- Erythrina variegata var. alba (Blatt. & Millard) M.R.Almeida: Varietät mit weißen Blüten
- Erythrina variegata var. orientalis: Varietät mit deutlich gelb oder hellgrün gefärbten Blattadern[12]
- Erythrina variegata (L.) Merrill var. variegata: Nominatform
- Erythrina variegata 'Tropical Coral': Ein in Australien, Neukaledonien, auf Hawaii und Süd-Florida als Windschutz und Zierbaum verwendetes Cultivar, dessen Blätter während der Blütezeit am Baum bleiben. Er ist schmaler als die Art und von eher säulenartiger Form ohne breite Krone.[6]

## Verwendung
Beliebt und bekannt ist der Indische Korallenbaum als farbenprächtiges und schattenspendendes Ziergehölz, was zu seiner starken Verbreitung durch den Menschen geführt hat. Daneben wird er aufgrund seiner Widerstandsfähigkeit gegen Wind und Sturm, seines schnellen Wachstums und der Möglichkeit, ihn regelmäßig zu beschneiden, häufig in Windschutzhecken einbezogen.
In Abständen von 8 bis 10 Metern dient er als Schattenspender in Kaffee-, Tee- und Kakaoplantagen. Seine Blätter werden nach dem Rückschnitt auch zum Mulchen in der Plantage verwendet. In Bengalen wird er zur Beschattung von Betelpalmen (Areca catechu) eingesetzt, manchmal dient er auch als Stütze kletternder Kulturpflanzen, etwa für den Pfefferstrauch (Piper nigrum), für die Gewürzvanille (Vanilla planifolia) oder für den Yams (Dioscorea).
Die Art unterliegt keiner forstlichen Bewirtschaftung, daher fehlen genaue Wachstums- und Ertragsdaten. Nach 20 bis 25 Jahren werden Höhen zwischen 15 und 20 Meter erreicht, nach 15 bis 20 Jahren Stammdurchmesser von 50 bis 60 Zentimeter. Im Süden Indiens konnten mit regelmäßiger Bewässerung im ersten Lebensjahr mehr als 30 Tonnen oberirdische Biomasse je Hektar erzielt werden. Das ist etwa so viel wie beim Regenbaum (Samanea saman) aber deutlich weniger als durch die Weißkopfmimose (Leucaena leucocephala). Die Blätter der Erythrina-Arten sind wegen des hohen Proteingehalts von 16 bis 18 % ein ausgezeichnetes Viehfutter. Die Bäume werden dazu drei bis vier Mal im Jahr zurückgeschnitten und liefern dabei 15 bis 50 Kilogramm an Grünfutter. Das Holz dient zur Herstellung von Flößen, Kisten, Bilderrahmen und Spielzeug. Es ist weniger geeignet als Konstruktions- oder Faserholz. Aufgrund des hohen Wassergehalts und der starken Rauchentwicklung ist es als Brennholz wenig beliebt.
Alkoholische Extrakte aus den Früchten hemmen die Entwicklung der Rosenlaus (Macrosiphum rosae). Wässrige Extrakte der Blätter (5 Gramm Blätter in 15 Milliliter Wasser) wirken toxisch auf die Fadenwurmarten Meloidogyne incognita und Tylenchorhynchus mashhoodi. Die Rinde kann nach einer Vorbehandlung zur Rotfärbung von Wolle verwendet werden, da sie die färbenden Inhaltsstoffe Erysotin, Erysodin, Hypaphoin und Cholin enthält.
In Ostasien, Indien und China hat die Art eine starke volksmedizinische Bedeutung. Blatt-Presssäfte, die mit Honig versetzt werden, sollen die Milchabgabe (Laktation) stimulieren und wurden als Mittel gegen Bandwürmer und Fadenwürmer verabreicht. Mit Rizinusöl versetzt, wurde der Saft gegen verschiedene Arten der Ruhr verwendet. Aus der Borke lassen sich abführende, harntreibende und schleimlösende Mittel herstellen.  Die Samen enthalten Alkaloide mit Curare-ähnlicher Wirkung. Pharmakologische Untersuchungen der wässrigen Extrakte zeigen im Tierversuch eine blutdrucksenkende Wirkung. Auf die glatte Muskulatur wirken die Inhaltsstoffe kontrahierend, auf die Skelettmuskulatur konnte kein Effekt festgestellt werden.